# Liste der deutschen Gerichte im Protektorat Böhmen und Mähren
Die Liste der deutschen Gerichte im  sog. Reichsprotektorat Böhmen und Mähren ergab sich aus der Einführung der deutschen Gerichtsbarkeit im Gebiet des deutschen „Protektorats Böhmen und Mähren“ vom 14. April 1939 und ihren Anpassungen vom 14. Juli 1939 (RGBl. I. S. 1262) und vom 13. März 1941 (RGBl. I. S. 130). Die Gerichte urteilten nach den jeweils geltenden  deutschen Rechtsvorschriften mit bestimmten Einschränkungen und waren mit deutschen Juristen besetzt. Alle deutschen Staatsangehörigen unterstanden diesen Gerichten. Nichtdeutsche Personen waren ebenfalls  diesen Gerichten unterstellt, wenn deutsche Rechtsvorschriften verletzt wurden oder deutsche Staatsangehörige von dem jeweiligen Verfahren betroffen waren. Neben den deutschen Gerichten wurden deutsche Staatsanwaltschaften mit deutschen Juristen eingerichtet.  
Alle deutschen Gerichte des nun Protektorat genannten Gebiets waren dem deutschen Oberlandesgericht Prag unterstellt. Die Amtsgerichte waren wiederum den deutschen Landgerichten in Prag und Brünn sowie ihren deutschen Staatsanwaltschaften zugehörig. 
Die deutschen Gerichte im Sudetenland wurde von dieser Unterstellung nicht berührt. Daneben bestand für das Konzentrationslager Theresienstadt auf dem Gebiet des deutschen „Protektorat“ noch eine Sondergerichtsbarkeit mit eigens eingerichteten deutschen Sondergerichten wie das Sondergericht Prag und das Sondergericht Brünn.

## Gliederung der Gerichte  (Stand Ende 1942)
- Landgericht Prag (Böhmen)
  - Amtsgericht Budweis
  - Amtsgericht Gitschin (auch: Jitschin)
  - Amtsgericht Klattau
  - Amtsgericht Kolin
  - Amtsgericht Königgrätz
  - Amtsgericht Pardubitz
  - Amtsgericht Pilsen
  - Amtsgericht Prag
  - Amtsgericht Tábor

- Landgericht Brünn (Mähren)
  - Amtsgericht Brünn
  - Amtsgericht Iglau
  - Amtsgericht Mährisch Ostrau
  - Amtsgericht Olmütz
  - Amtsgericht Ungarisch Hradisch

## Veränderungen bis 1942
Mit den Veränderungen vom 14. Juli 1939  und vom 13. März 1941 wurden anfangs ab April 1939 bestehende deutsche Amtsgerichte verlegt:
- Deutsch Brod nach Kolin
- Göding nach Ungarisch Hradisch
- Strakonitz nach Klattau

## Sudetenland
Im Sudetenland, das nach dem Münchener Abkommen 1938 Teil des Deutschen Reiches wurde, bestand das Oberlandesgericht Leitmeritz mit den nachgeordneten Landes- und Amtsgerichten. Dort bestand das Sondergericht Eger, das Sondergericht Troppau und das Sondergericht Leitmeritz.